# 科隆日苏萨莱沃
科隆日苏萨莱沃（法語：Collonges-sous-Salève，法語發音：[kɔlɔ̃ʒ su salɛv]，意为“薩萊沃山下的科隆日”）是法国上萨瓦省的一个市镇，属于圣于连昂热讷瓦区。

## 地理
科隆日苏萨莱沃（46°8'28"N, 6°8'42"E）面积6.13 平方千米，位于法国奥弗涅-罗讷-阿尔卑斯大区上萨瓦省，该省份为法国东部省份，历史上为薩伏依的一部分，北与瑞士接壤，西接安省，南至萨瓦省，东与瑞士和意大利接壤。
与科隆日苏萨莱沃接壤的市镇（或旧市镇、城区）包括：阿尔尚、博塞。

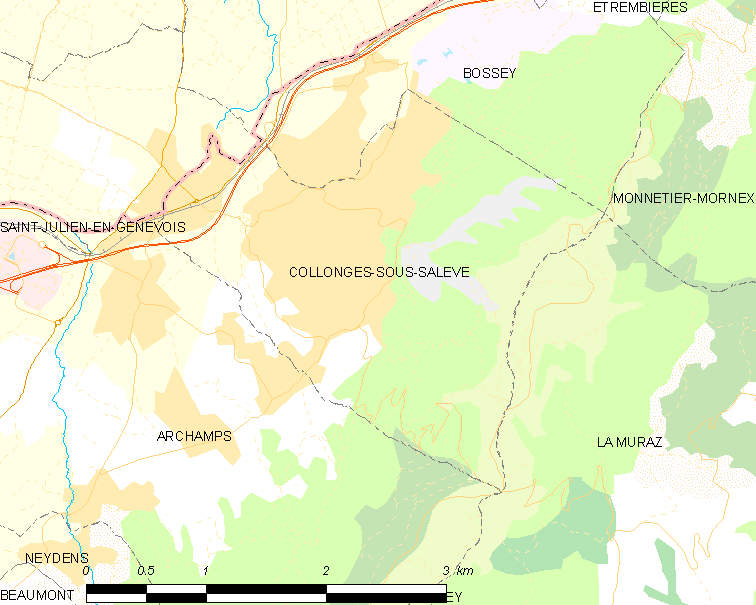
科隆日苏萨莱沃的OSM定位图

科隆日苏萨莱沃的时区为UTC+01:00、UTC+02:00（夏令时）。

## 行政
科隆日苏萨莱沃的邮政编码为74160，INSEE市镇编码为74082。

## 政治
科隆日苏萨莱沃所属的省级选区为圣于连昂热讷瓦县。

## 人口

1962-2008年间科隆日苏萨莱沃人口变化图示

科隆日苏萨莱沃于2022年1月1日时的人口数量为3876人。